# Cassiope redowskii
Cassiope redowskii är en ljungväxtart som först beskrevs av Adelbert von Chamisso och Schltdl., och fick sitt nu gällande namn av G. Don f. Cassiope redowskii ingår i släktet kantljungssläktet, och familjen ljungväxter. Inga underarter finns listade i Catalogue of Life.